# Самсонов Євген Борисович
Євген Борисович Самсонов (рос. Евгений Борисович Самсонов; нар. 15 вересня 1926, Москва, РРФСР, СРСР — пом. 30 вересня 2014, там само) — радянський академічний веслувальник, срібний призер Олімпійських ігор.
Заслужений майстер спорту СРСР (1953). Заслужений тренер СРСР (1956). Суддя всесоюзної категорії (1981). Заслужений працівник фізичної культури РРФСР.

## Життєпис
Закінчив Московський військово-механічний технікум (1945) й Інститут фізичної культури імені Й. В. Сталіна (1950).
Переможець Гейнлейнської регати (1954). Тричі, у 1953—1955 роках, у складі вісімки перемагав на чемпіонатах Європи. П'ятиразовий чемпіон СРСР у складі вісімки.
Після закінчення виступів — на тренерській роботі. З 1959 по 1976 рік був старшим і головним тренером збірної СРСР. Підготував низку спортсменів міжнародного рівня, серед яких олімпійські чемпіони О. Тимошинін, А. Сас, Г. Коршиков, В. Борейко, О. Голованов.
У 1976—1977 роках завідував кафедрою веслувального спорту ДЦОЛІФК. Кандидат педагогічних наук (1989). Автор понад 40 наукових праць, у тому числі підручників і навчальних посібників.
Очолював Союз гребних клубів «Крилатське».

## На Олімпійських іграх
У 1952 році на літніх Олімпійських іграх у Гельсінкі (Фінляндія) на змаганнях з академічного веслування посів друге місце у складі вісімки (з результатом 6:31.2).
У 1956 році на літніх Олімпійських іграх у Мельбурні (Австралія) на змаганнях з академічного веслування серед вісімок дістався півфіналу.